# Aphanolejeunea ephemeroides
Aphanolejeunea ephemeroides é uma espécie de briófita.